# 中华人民共和国最高人民法院副院长
中华人民共和国最高人民法院副院长是仅次于中华人民共和国最高人民法院院长的中华人民共和国最高人民法院的领导人，也是中华人民共和国大法官。

## 任免
2001年修订的《中华人民共和国法官法》第十一条规定，“法官职务的任免，依照宪法和法律规定的任免权限和程序办理。”“最高人民法院院长由全国人民代表大会选举和罢免，副院长、审判委员会委员、庭长、副庭长和审判员由最高人民法院院长提请全国人民代表大会常务委员会任免。 ”
第十二条规定，“初任法官采用严格考核的办法，按照德才兼备的标准，从通过国家统一司法考试取得资格，并且具备法官条件的人员中择优提出人选。”“人民法院的院长、副院长应当从法官或者其他具备法官条件的人员中择优提出人选。”

## 职责
2001年修订的《中华人民共和国法官法》第五条规定，“法官的职责：
（一）依法参加合议庭审判或者独任审判案件；
（二）法律规定的其他职责。”
第六条，“院长、副院长、审判委员会委员、庭长、副庭长除履行审判职责外，还应当履行与其职务相适应的职责。”

## 法官级别
2001年修订的《中华人民共和国法官法》第十八条规定，“法官的级别分为十二级。”“最高人民法院院长为首席大法官，二至十二级法官分为大法官、高级法官、法官。”现中华人民共和国最高人民法院常务副院长一般为一级大法官，比照正部长级；其他副院长为二级大法官，比照副部长级。

## 历任最高人民法院副院长
附：中央人民政府最高人民法院副院长
- 吴溉之（1949年10月19日—1954年）[1]
- 张志让（1949年10月19日—1954年）[1]
- 张苏（1954年8月11日—1954年）[1]

中华人民共和国最高人民法院副院长
- 高克林（1954年11月8日—1961年4月3日，第一副院长）[2][3]
- 马锡五（1954年11月8日—1962年4月10日逝世）[2]
- 张志让（1954年11月8日—？）[2]
- 吴德峰（1961年4月3日—？，第一副院长）[3]
- 王维纲（1959年9月17日—？；1978年3月7日—1982年5月4日）[4][5][6]
- 谭冠三（1966年11月—？，第一副院长）[7]
- 金如柏（1966年11月—1967年11月8日（被隔离审查））[8][9]
- 曾汉周（1966年3月12日—？；1978年3月7日—？）[10][11][5]
- 何兰阶（1966年3月12日—？；1978年3月7日—1982年5月4日）[10][5][6]
- 邢亦民（1966年3月12日—？）[10]
- 王德茂（1966年3月12日—？）[10]
- 郑绍文（1979年2月23日—1982年5月4日）[12][6]
- 宋光（1981年6月10日—1982年5月4日）[13][6]
- 王怀安（1980年8月26日—？）[14]
- 王战平（1981年6月10日—？）[13]
- 林准（1982年5月4日—1993年9月2日）[15][6]
- 任建新（1983年9月2日—1993年3月28日，1983年至1988年間为常务副院长）[16]
- 祝铭山（1983年9月2日—2002年8月29日，1993年—2002年为常务副院长）[17][16]
- 马原（1985年6月18日—1995年12月28日）[15][18]
- 华联奎（1988年7月1日—1993年9月2日，常务副院长）[15][19]
- 端木正（1990年9月7日—1995年6月30日）[15][20]
- 谢安山（1992年9月4日—1998年4月29日）[21][20]
- 高昌礼（1993年7月2日—1998年4月29日）[21][15]
- 唐德华（1993年7月2日—2001年6月30日）[21][15]
- 刘家琛（1993年7月2日—2002年12月28日）[22][15]
- 罗豪才（1995年6月30日—2000年4月29日）[21][15]
- 李国光（1995年12月28日—2003年4月26日）[23][15]
- 王景荣（1993年7月2日—1995年10月30日）[15][15]
- 姜兴长（1998年12月29日—2008年4月24日）[24][21]
- 沈德咏（1998年12月29日—2006年12月29日，2008年4月24日—2018年6月22日，常务副院长）[21][24][25]
- 曹建明（1999年10月31日—2008年4月24日，2002年—2008年为常务副院长）[21][24]
- 万鄂湘（2000年4月29日—2013年3月19日）[21][26]
- 张军（2001年12月29日—2003年6月28日；2005年8月28日—2012年10月26日）[27][28][21]
- 黄松有（2002年12月28日—2008年10月28日）[29][22]
- 江必新（2002年12月28日—2004年6月25日，2007年12月29日—2020年4月29日）[22][28][30]
- 苏泽林（2004年6月25日—2013年6月29日）[28]
- 奚晓明（2004年6月25日—2015年9月29日）[28][31]
- 熊选国（2005年8月28日—2011年8月26日）[32][28]
- 南英（2009年6月27日—2017年12月27日）[33][34]
- 景汉朝（2009年6月27日—2017年4月27日）[33][35]
- 黄尔梅（2011年10月29日—2015年12月27日）[36][37]
- 李少平（2013年10月25日—2021年8月20日）[38]
- 贺荣（2013年10月25日—2017年4月27日；2020年4月29日—2023年2月24日，常务副院长）[38][35][39][40]
- 陶凯元（2013年12月28日—）[41]
- 张述元（2015年12月28日—2020年11月11日）[36][42]
- 姜伟（2016年11月7日—2022年4月20日）[43]
- 杨万明（2018年6月22日—2024年11月8日）
- 罗东川（2018年8月31日—2020年8月4日）
- 高憬宏（2019年1月30日—2023年12月29日）
- 贺小荣（2020年11月11日—）[42]
- 杨临萍（2020年12月26日—）
- 沈亮（2021年8月20日—）
- 李勇（2022年6月24日—）[44]
- 邓修明（2023年7月—，常务副院长）
- 茅仲华（2024年6月28日—）
- 高晓力（2025年2月25日—）